# Nhà thờ Thánh Florian ở Kraków

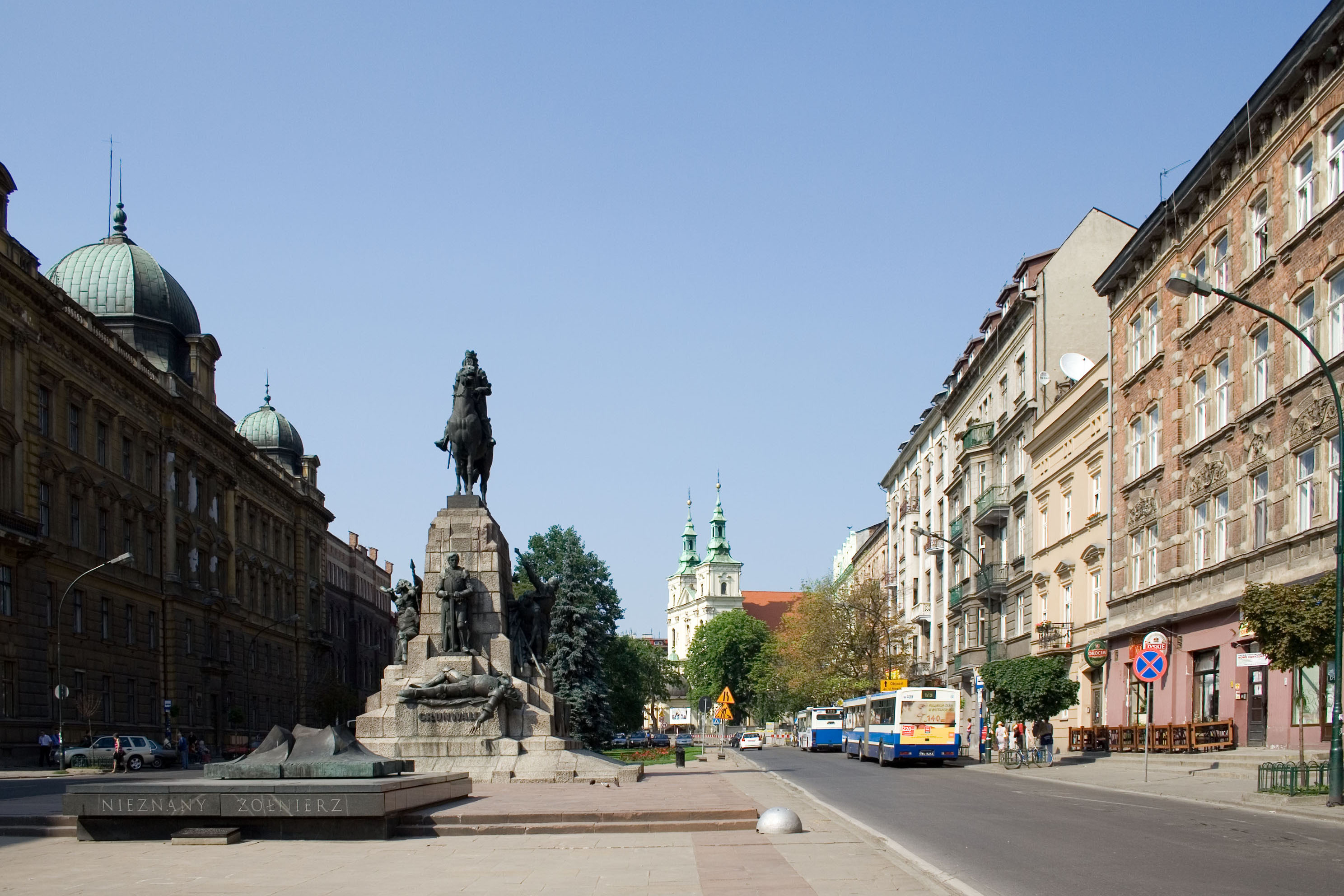
Quảng trường Matejko, đằng sau nhà thờ Thánh Florian

Nhà thờ kinh sĩ đoàn Thánh Florian (tiếng Ba Lan: Kościół św. Floriana w Krakowie) là một nhà thờ mang tính lịch sử nằm tại phía bắc của quảng trường Matejko ở Kraków, Ba Lan. Nhà thờ từng là nơi đánh dấu điểm khởi đầu của Con đường Hoàng gia Kraków.

## Lịch sử
Nhà thờ Thánh Florian được xây dựng từ năm 1185 đến 1216. Nhà thờ từng bị hỏa hoạn nhiều lần trong các thế kỷ 12, 16 và 17. Khi quân Thụy Điển bao vây Kraków, tướng Stefan Czarniecki đã ra lệnh đốt phá toàn bộ vùng ngoại ô của thành phố. Tuy nhiên, trong trận đại hỏa hoạn của thành phố Kraków vào năm 1528, thì nhà thờ nơi lưu giữ Thánh tích của Thánh Florian lại vẫn còn nguyên vẹn. Kể từ đó, Thánh Florian được tôn kính như một vị thánh bảo trợ của Ba Lan, là thánh hộ mệnh của những người lính cứu hỏa và những người cạo ống khói (chimneysweeps). Diện mạo ngày nay của nhà thờ là kết quả của công trình cải tạo theo phong cách Baroque sau cuộc chiến tranh Ba Lan - Thụy Điển.
Từ thế kỷ 16, nhà thờ đã trở thành một nhà thờ kinh sĩ đoàn. Nhà thờ là điểm khởi đầu của cho những đám rước hoàng gia, nơi mà các vị linh mục chào đón những vị vua mới được đăng quang. Ngoài ra, nhà thờ cũng là điểm khởi đầu cho những đoàn tang lễ hoàng gia đến nhà thờ chính tòa Wawel.
Năm 1667, hài cốt của vương hậu Ludwika Maria Gonzaga, vợ vua Jan II Kazimierz Waza, đã được đặt tạm thời tại nhà thờ. Sang đến năm 1818, thi hài của anh hùng dân tộc Tadeusz Kościuszko đã được án táng cũng chính tại nhà thờ Thánh Florian. Từ ngày 17 tháng 9 năm 1949 đến tháng 9 năm 1951, Đức Cha Karol Wojtyła, người sau này trở thành Giáo hoàng Gioan Phaolô II đã làm việc tại nhà thờ với tư cách là cha sở. Với quyền hạn của một Giáo hoàng, Đức Gioan Phaolô II đã nâng cấp cho nhà thờ lên thành một tiểu vương cung thánh đường. Ngày 18 tháng 9 năm 2002, Đức Gioan Phaolô II cũng đến thăm nhà thờ Thánh Florian trong chuyến hành hương của mình khi đến Ba Lan.